# 節奏排排站
節奏排排站（Alphabeat）是組來自丹麥施克堡（Silkeborg）的pop樂團。他們的單曲《Fascination》在2007年夏季成為丹麥熱門歌曲，並在2008年成功打進英國。第二張單曲《10.000 Nights of Thunder》也表現不俗，首張專輯《就這節奏》在丹麥認證為白金唱片，在英國獲得金唱片。專輯銷售量已超過100,000張，三張打進前二十名的單曲共賣出了400,000張。

## 歷史

### 2006-2008：《就這節奏》
節奏排排站由 Anders SG、Stine Bramsen、Anders B、Rasmus Nagel、Anders Reinholdt 和 Troels Hansen 六名成員組成。音樂以80年代復古POP音樂為主，並受到了英國樂團 Deacon Blue 與合成芽（Prefab Sprout）等有著獨特男女和聲樂團的影響。
樂團原來名為 Sodastar，但為了避免與同名德國樂團搞混而改名。
樂團在丹麥的成功吸引了國外唱片廠牌的注意，最後他們與英國EMI的 Charisma Records 簽下合約。他們在英國的首張單曲《Fantastic 6》在2007年11月26日發行。
節奏排排站的音樂贏得了英國主要媒體如《NME》、《觀察家音樂月報》、《Digital Spy》和 Popjustice 的讚賞。
2008年12月20日，媒體報導樂團將與 Charisma Records 解約。2009年1月19日，樂團發表聲明證實這項報導，表示樂團將與新公司簽約並發行接下來的第二張專輯。他們也希望新專輯能在2009年推出。

### 2009-目前：新專輯
2009年3月6日，節奏排排站與寶麗多簽約。 樂團經紀人表示：「我們很高興能與英國最成功的唱片公司之一簽約，並期待雙方在未來幾年能更上層樓。」
2009年8月，Pop Justice 網站搶先公布將在10月發行的新單曲《The Spell》，第二張專輯《This Is Still Alphabeat》將隨後推出。 隨後，預定在2009年11月2日於英國發行的新專輯名稱改為《The Spell》。

## 音樂作品

### 錄音室專輯
| 年度 | 專輯 | 排行榜 | 排行榜 | 排行榜 | 唱片認證 (認證門檻) |
| 年度 | 專輯 | 英國   | 丹麥   | 愛爾蘭 | 唱片認證 (認證門檻) |
| ---- | --- | ------ | ------ | ------ | ------------------- |
| 2007 | 《就這節奏》（This Is Alphabeat） - 發行日期：2007年3月5日 - 廠牌：Charisma (#1786979) - 格式：CD、數位下載 | 10     | 2      | 54     | - 英國：金唱片      |
| 2009 | 《The Spell》 - 發行日期：2009年11月2日 - 廠牌：寶麗多 (#1786979) - 格式：CD、數位下載                      | TBA    | TBA    | TBA    | - 英國：-           |

### 單曲
| 年度 | 單曲                  | 排行榜 | 排行榜 | 排行榜 | 排行榜 | 排行榜 | 排行榜 | 排行榜 | 專輯          |
| 年度 | 單曲                  | 丹麥   | 英國   | 荷蘭   | 比利時 | 愛爾蘭 | 瑞典   | 德國   | 專輯          |
| ---- | --------------------- | ------ | ------ | ------ | ------ | ------ | ------ | ------ | ------------- |
| 2008 | 《Fascination》       | 4      | 6      | 4      | 2      | 23     | 38     | 48     | 《就這節奏》  |
| 2008 | 《10,000 Nights》     | 16     | 16     | 24     | —      | —      | —      | —      | 《就這節奏》  |
| 2008 | 《Boyfriend》         | 11     | 15     | 12     | —      | 49     | —      | —      | 《就這節奏》  |
| 2008 | 《Go-Go》             | 14     | —      | —      | —      | —      | —      | —      | 《就這節奏》  |
| 2008 | 《What Is Happening》 | —      | 110    | —      | —      | —      | —      | —      | 《就這節奏》  |
| 2009 | 《The Spell》         | 1      | TBA    | TBA    | TBA    | TBA    | TBA    | TBA    | 《The Spell》 |

## 巡迴
節奏排排站原先答應擔任重組的辣妹合唱團世界巡迴演唱會暖場樂團，但之後拒絕邀請，因為覺得在龐大觀眾面前演唱他們不熟悉的樂團歌曲感到「太過怪異」。
由於樂團參加過 Wonky Pop 巡迴演唱會及其他 Wonky Pop 活動，因此被認為與 Wonky Pop 運動有關。他們目前預訂參加倫敦的 Wonky Pop 耶誕派對。
節奏排排站參加2008年的 T in the Park並宣布加入罗斯基勒音乐节。 他們在2008年8月還參加了「T4 on the beach」和法羅群島的「夏季音樂季」的演出。十月，與其他樂團一同在伯明罕為數百位年輕女童軍演唱。
2008年年底，節奏排排站在英國和荷蘭舉辦22場大型演唱會，多場門票銷售一空。
2008年，樂團計畫參加數場凱蒂·佩芮的世界巡迴演唱會。但2009年3月，樂團取消擔任凱蒂在英國巡迴的暖場樂團。經紀人表示這是因為要進行第二張專輯的錄製工作，並且之後會前往美國巡迴。

## 外部連結
- 節奏排排站國際網頁 （页面存档备份，存于）
- Alphabeat的MySpace主頁